# Wolfgang Güllich

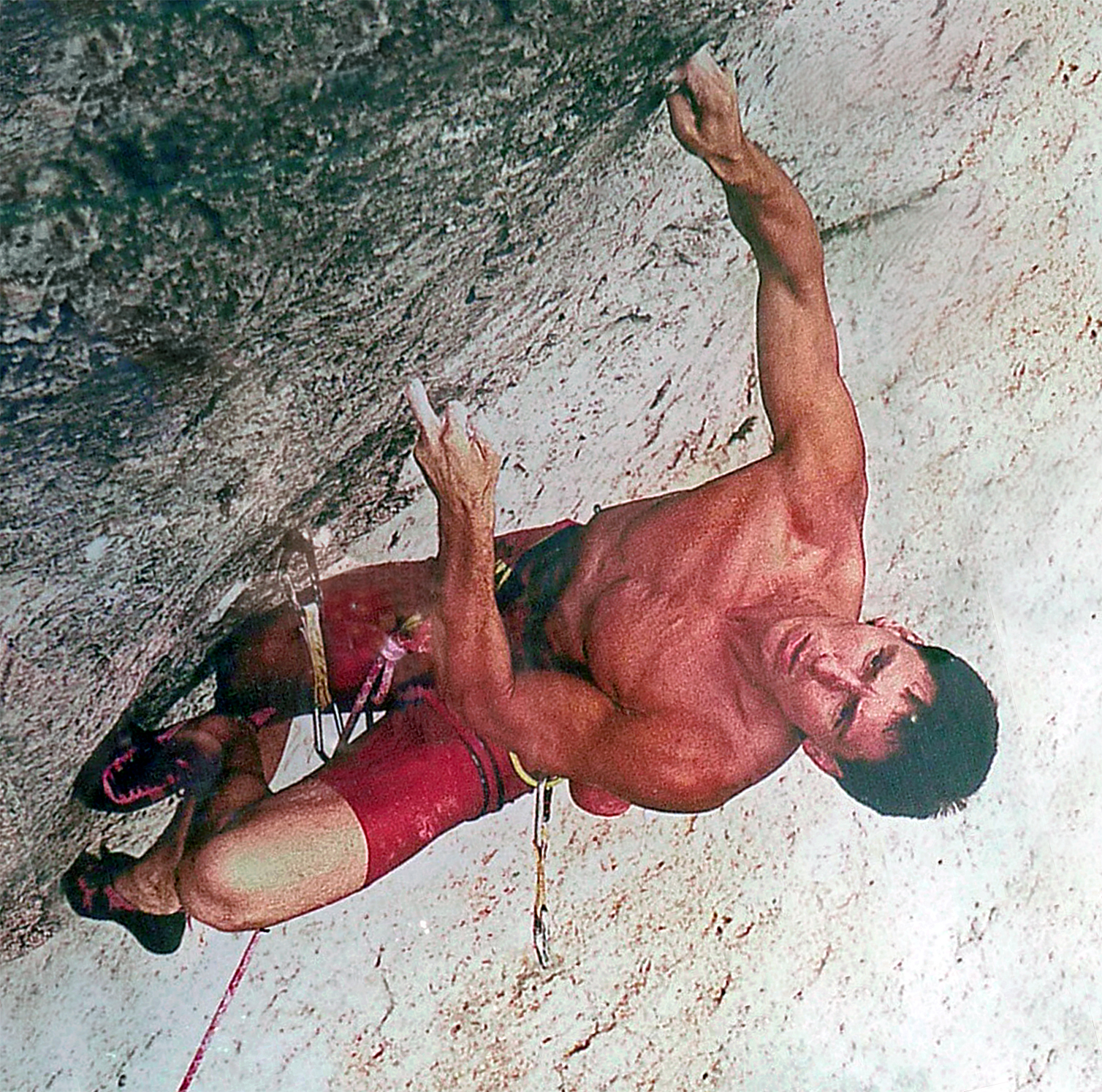
Wolfgang Güllich in der Route Ghettoblaster am Rabenfels, Frankenjura

Wolfgang Güllich (* 24. Oktober 1960 in Ludwigshafen am Rhein; † 31. August 1992 in Ingolstadt) war ein deutscher Sportkletterer und Expeditionsbergsteiger. Er gehörte in den 1980er Jahren zu den einflussreichsten und besten Kletterern in der damals noch jungen Sportart. Güllich setzte mit zahlreichen Erstbegehungen extrem schwieriger Kletterrouten Maßstäbe, die teilweise bis heute nur von wenigen Spitzenkletterern erreicht werden. Er starb 1992 an den Folgen eines Autounfalls.

## Leben

### Herkunft und Jugend
Wolfgang Güllich, erster Sohn von Ursula und Fritz Güllich (senior), kam im Alter von dreizehn Jahren gemeinsam mit seinem Vater zum technischen Klettern. Von 1975 an kletterte er an fast jedem Wochenende in der Pfalz, anfangs auch zusammen mit seinem etwa fünf Jahre jüngeren Bruder Fritz, der 1978 beim Klettern ohne Seil tödlich verunglückte. Eine Begegnung mit Reinhard Karl, dem damaligen Aushängeschild der westdeutschen Bergsportbewegung, inspirierte Güllich, sich noch intensiver dem Klettern zu verschreiben. Auch änderte sich sein Kletterstil vom anfänglich technischen Klettern hin zum sich weiter verbreitenden Freiklettern. Güllich war einer der Ersten, die Klettern als Beruf ausübten.

### Karriere als Sportkletterer und Bergsteiger
Im Laufe der Jahre gelang es ihm, sein Kletterkönnen dank seines Bewegungstalents und durch bis dahin unbekannte Trainingsmethoden bis zur Weltspitze auszubauen. Schon 1981 gelang es ihm mit Kurt Albert, das Sportklettern in die Alpen zu übertragen, als er die Route Locker vom Hocker im UIAA-Schwierigkeitsgrad VIII kletterte.
Güllich entpuppte sich schnell als Ausnahmetalent: Der Jubiläumsriss (7-) am Nonnenfels in der Pfalz gelang ihm 1977 auf Anhieb. 1979 reiste Güllich in die USA und verblüffte mit Begehungen von Supercrack (5.12c) in den Shawangunks, damals eine der härtesten Routen weltweit. 1982 gelang ihm die zweite Begehung der Grand Illusion (5.13c).
Jahrelang setzte Wolfgang Güllich im Sportklettern weltweit neue Maßstäbe, und lange Zeit gelangen ihm Erstbegehungen der zur jeweiligen Zeit schwierigsten Route der Welt: 1984 Kanal im Rücken (UIAA X), 1985 Punks in the Gym (32 (australisch)/ X+) und 1987 Wallstreet (XI–). Berühmt ist auch die erste Free-Solo-Begehung der spektakulären Route Separate Reality (VIII+/IX–) im Yosemite-Nationalpark durch Güllich im Jahre 1986, die einem Handriss durch ein sechs Meter langes horizontales Dach zweihundert Meter über dem Erdboden folgt. Mit der Route Action Directe im Frankenjura lieferte er im Jahr 1991 sein Meisterstück ab: Es war die erste Route im Grad UIAA XI (frz. 9a) und gilt mittlerweile als Referenz für diesen Schwierigkeitsgrad. Für das Training dieser Route entwickelte er das Campusboard.
Wolfgang Güllich hat zahlreiche Kletterrouten im Frankenjura, in anderen deutschen Mittelgebirgen und rund um den Globus erschlossen. Er war einer der ersten, die das extreme Freiklettern in die hohen Berge übertrugen. Insbesondere in den späten 1980er Jahren widmete er sich der Verbindung von Expeditionsbergsteigen mit Klettertechniken. Unter anderem eröffnete er zusammen mit Kurt Albert die Neutour Eternal Flame (IX-) am 6251 m hohen Trango Tower im Karakorum.
Mit Andreas Kubin veröffentlichte er 1986 das erste ausführliche Lehrbuch zum Klettersport, Sportklettern heute, in Deutschland. Gelegentlich verfasste er Artikel mit Erfahrungsberichten und abwägenden Stellungnahmen zur Entwicklung des Klettersports für Bergsportzeitschriften, u. a. für (Der) Bergsteiger, rotpunkt und Berg (Alpenvereinsjahrbuch).
Mit Freunden (u. a. Kurt Albert und Ingrid Reitenspieß) bildete er mehrere Jahre eine Wohngemeinschaft in der Moselstraße in Oberschöllenbach, die zum Anlaufpunkt und zur Übernachtungsgelegenheit der internationalen Kletterszene wurde, wenn diese die Fränkische Schweiz besuchte. Manchmal hielten sich hier bis zu zwanzig Gäste auf, um Ideen und Kenntnisse auszutauschen und gemeinsam zu klettern, darunter berühmte Kletterer wie Ben Moon, Ben Masterson, Ron Fawcett, Christian Griffith, Jesse Guthrie, Ron Kauk und John Bachar.
Als Anfang der 1990er Jahre das Gerücht aufkam, dass Güllich den Zenit seiner Leistungsfähigkeit überschritten habe, widerlegte er dieses eindrucksvoll mit der Durchkletterung der Route „Action Directe“, denn diese galt als die damals schwierigste Kletterroute der Welt. Im Anschluss daran nahm er das Angebot an, im amerikanischen Spielfilm Cliffhanger mitzuwirken und darin die Rolle eines Stuntdoubles für den Protagonisten Sylvester Stallone zu übernehmen. Für die Zeit danach hatte er den Wunsch geäußert, „häuslich“ zu werden, und beabsichtigte gemeinsam mit seiner Frau „ein Haus zu bauen“.

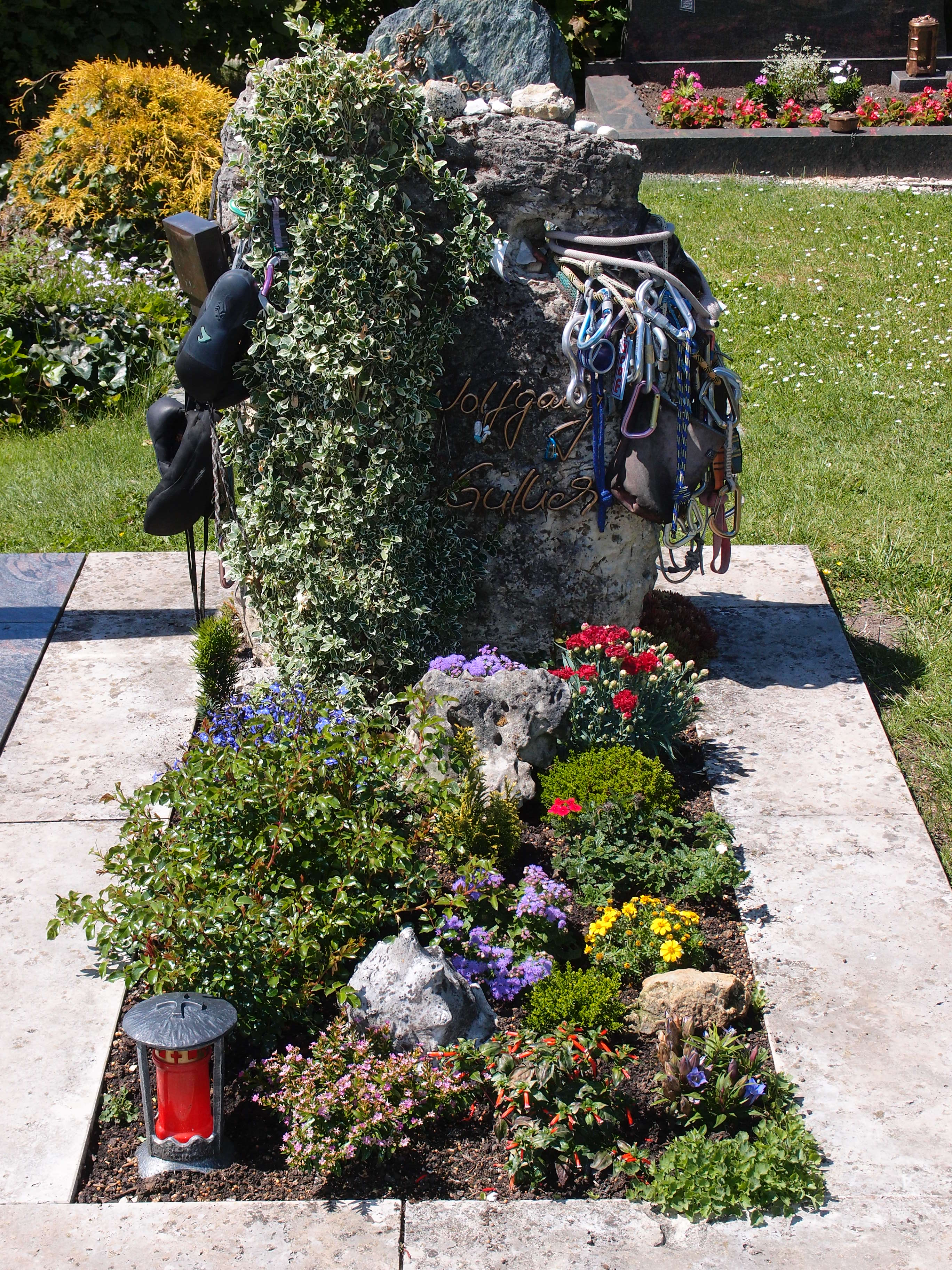
Grabstelle in Obertrubach

### Privatleben und Tod
1990 lernte Güllich seine spätere Frau Annette kennen, die er 1991 heiratete.
Wolfgang Güllich verunglückte mit seinem Auto am 29. August 1992 auf der A 9 in der Nähe von Ingolstadt und erlag zwei Tage später seinen Verletzungen. Der Polizeibericht kam zu dem Schluss, dass er wahrscheinlich am Steuer eingeschlafen war. Er wurde in Obertrubach begraben.

## Rezeption

### Bedeutende Erstbegehungen
Erstbegehungen von Güllich zeichnen sich dadurch aus, dass diese den maximalen Schwierigkeitsgrad mehr und mehr nach oben verschoben haben. Viele seiner Routen sind zu Referenzrouten geworden (z. B. die Action Directe), nur wenigen Spitzenkletterer gelingt eine Begehung. Insbesondere folgende Routen sind von Bedeutung:
1982: Wolkensteiner Überhang (IX) an der Wolkensteiner Wand (Nördliches Frankenjura)
1984: Kanal im Rücken (X) an der Kastlwand (Altmühltal, Südliches Frankenjura)
1985: Kaum Zeit zum Atmen (X-) an der Luisenwand (Frankenjura)
1985: Deadline (X/X+) an der Klagemauer (Frankenjura)
1985:  Punks in the Gym (X+/32) Arapiles - The Pharos (Australien)
1986: Ghettoblaster (X/X+) am Rabenfels (Oberpfalz/Frankenjura)
1986: Kamasutra 218 (X) an der Luisenwand (Frankenjura)
1987: Wallstreet (XI-) am Krottenseer Turm
1987: Level 52 (X+) an der Klagemauer
1991: Action Directe (XI) am Waldkopf

### Auszeichnung
Wolfgang Güllich erhielt im Jahr 1985 neben Kurt Albert und Sepp Gschwendtner das Silberne Lorbeerblatt, die höchste Sportauszeichnung der Bundesrepublik Deutschland.

### Bekanntheit
Wolfgang Güllich genoss große Anerkennung als Ausnahmeathlet und erlangte auch über die Kletterszene hinaus einen gewissen Bekanntheitsgrad. Dennoch blieb er im Umgang unkompliziert und frei von Starallüren. Ein Ausspruch Güllichs wurde unter Kletterern zum geflügelten Wort: „Man geht nicht nach dem Klettern zum Kaffeetrinken, Kaffeetrinken ist integraler Bestandteil des Kletterns.“
Am 23. Januar 1988 wurde ein Millionenpublikum auf Güllich aufmerksam, als er in einer Wette der Fernsehshow Wetten, dass..? in Basel auftrat. Ein Kandidat hatte gewettet, er könne mehr Klimmzüge an einem Finger schaffen als Wolfgang Güllich. Der Herausforderer gewann seine Wette.
Nach seinem Tod wurde Güllich auch in Hollywood bekannt: Im Film Cliffhanger wirkte er als Double von Sylvester Stallone mit. Stallone ehrte Güllich, der kurz nach Abschluss der Dreharbeiten starb, mit einer Widmung im Nachspann des Films.

### Güllich als Namensgeber
Das von Wolfgang Güllich entwickelte Campusboard wird auf Französisch und Italienisch als pan Güllich bezeichnet.
Die schwierige Mehrseillängenroute WoGü (7 Seillängen, 9a franz.), 1997 eingebohrt von Beat Kammerlander, an der siebten Kirchlispitze im Rätikon ist nach den zwei ersten Buchstaben des Vor- und Nachnamens Güllichs ihm zu Ehren benannt. Im Nördlichen Frankenjura wurde eine 18 m lange Route, die WoGü-Kante, in gleicher Weise nach ihm benannt.

### Gedenken
Güllichs Grab in Obertrubach wurde zur Wallfahrtsstätte der Kletterszene.

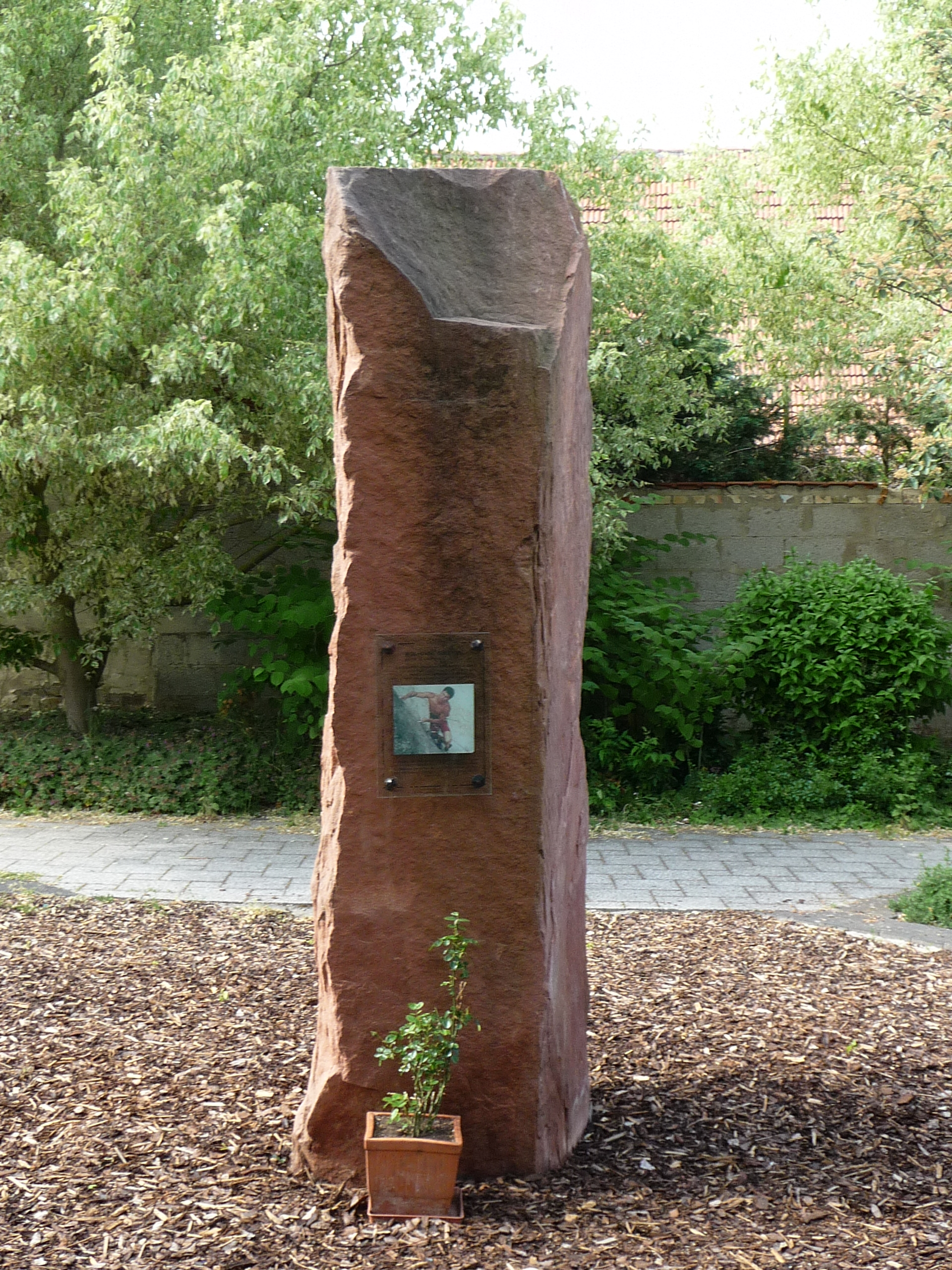
Gedenkstein in Dannstadt-Schauernheim

Im Juni 2006 weihte die Deutsche Olympische Gesellschaft in seiner Heimatgemeinde Dannstadt-Schauernheim einen Gedenkstein ein, der die Sportauffassung und die Pionierleistungen des Klettersportlers würdigt.
Zum 20. und 25. Jahrestag seines Todes trafen sich Weggefährten am Grab und auf dem bei Kletterern beliebten Zeltplatz „Oma Eichler“ in Obertrubach. Die Gemeinde Obertrubach errichtete 2017 eine Gedenktafel am Rande des Friedhofes.

## Filme
- 1987: Den Fels im Griff. Dokumentation in der ZDF-Serie Der Sport-Spiegel, 28 Min., Regie: Hans Henn. Mit Kurt Albert und Wolfgang Güllich.[12]
- 1993: Cliffhanger – Nur die Starken überleben. Güllich arbeitete in diesem Film als Stuntdouble für Sylvester Stallone.
- 2002: Jung stirbt, wen die Götter lieben. Dokumentation von Malte Roeper und Jochen Schmoll, Bayerischer Rundfunk.